# Gran Piemonte 2019
Il Gran Piemonte 2019, centotreesima edizione della corsa, valevole come evento dell'UCI Europe Tour 2019 e come diciannovesima prova della Ciclismo Cup 2019 categoria 1.HC, si svolse il 10 ottobre 2019 su un percorso di 183 km, con partenza da Agliè ed arrivo al Santuario di Oropa, in Italia. La vittoria fu appannaggio del colombiano Egan Bernal, che completò il percorso in 4h24'16", alla media di 41,549 km/h, precedendo il connazionale Iván Sosa e il francese Nans Peters.

## Squadre e corridori partecipanti
| N.    | Cod. | Squadra                     |
| ----- | ---- | --------------------------- |
| 1-7   | TBM  | Bahrain-Merida              |
| 11-17 | ALM  | AG2R La Mondiale            |
| 22-27 | ANS  | Androni Giocattoli-Sidermec |
| 31-37 | AST  | Astana Pro Team             |
| 41-47 | BRD  | Bardiani CSF                |
| 51-57 | BOH  | Bora-Hansgrohe              |
| 61-67 | COF  | Cofidis, Solutions Crédits  |
| 71-77 | EF1  | EF Education First          |
| 81-87 | GAZ  | Gazprom-RusVelo             |
| 91-97 | ICA  | Israel Cycling Academy      |

| N.      | Cod. | Squadra                       |
| ------- | ---- | ----------------------------- |
| 101-107 | MOV  | Movistar Team                 |
| 111-117 | NSK  | Neri Sottoli Selle Italia KTM |
| 121-127 | NIP  | Nippo-Vini Fantini-Faizanè    |
| 131-137 | PCB  | Team Arkéa-Samsic             |
| 141-147 | TDD  | Team Dimension Data           |
| 151-157 | INS  | Team Ineos                    |
| 161-167 | TKA  | Team Katusha Alpecin          |
| 171-177 | UAD  | UAE Team Emirates             |
| 181-187 | VCB  | Vital Concept -B&B Hotels     |

## Ordine d'arrivo (Top 10)
| Pos. | Corridore           | Squadra           | Tempo    |
| ---- | ------------------- | ----------------- | -------- |
| 1    | Egan Bernal         | Team Ineos        | 4h24'16" |
| 2    | Iván Sosa           | Team Ineos        | a 6"     |
| 3    | Nans Peters         | AG2R La Mondiale  | a 8"     |
| 4    | Emanuel Buchmann    | Bora-Hansgrohe    | a 10"    |
| 5    | Daniel Martin       | UAE Team Emirates | a 11"    |
| 6    | Mathias Frank       | AG2R La Mondiale  | a 40"    |
| 7    | Davide Villella     | Astana Pro Team   | a 46"    |
| 8    | Giovanni Visconti   | Neri Sottoli      | a 47"    |
| 9    | Clément Champoussin | AG2R La Mondiale  | s.t.     |
| 10   | Carlos Verona       | Movistar Team     | a 49"    |